# Magione
Magione is een gemeente aan het Trasimeense Meer in de Italiaanse provincie Perugia (regio Umbrië) en telt 13.207 inwoners (31-12-2004). De oppervlakte bedraagt 129,8 km², de bevolkingsdichtheid is 102 inwoners per km².
De volgende frazioni maken deel uit van de gemeente: Agello, Antria, Borgogiglione, Caligiana, Collesanto, Montecolognola, Monte del Lago, Montemelino, Montesperello, San Feliciano, San Magione, Sant’Arcangelo, Torricella, Villa, Soccorso.

## Demografie
Magione telt ongeveer 5044 huishoudens. Het aantal inwoners steeg in de periode 1991-2001 met 8,2% volgens cijfers uit de tienjaarlijkse volkstellingen van ISTAT.
| Jaar | Inwoneraantal |
| ---- | ------------- |
| 1991 | 11.372        |
| 2001 | 12.306        |

## Geografie
De gemeente ligt op ongeveer 299 m boven zeeniveau.
Magione grenst aan de volgende gemeenten: Castiglione del Lago, Corciano, Panicale, Passignano sul Trasimeno, Perugia, Tuoro sul Trasimeno, Umbertide.